# Campionati mondiali di sollevamento pesi 2024 - 55 kg maschile
Le gare di sollevamento pesi della categoria fino a 55 kg maschile — pesi mosca — dei campionati mondiali del 2024 si sono svolte il 6 dicembre 2024 a Manama presso il Weightlifting Marquee Venue.

## Programma
L'orario indicato corrisponde a quello bahreinita (UTC+03:00)
| Data            | Orario | Evento   |
| --------------- | ------ | -------- |
| 6 dicembre 2024 | 20:00  | Gruppo A |

## Medagliati
Per ciascun esercizio, i primi tre classificati sono i seguenti:
| Esercizio | Oro                 | Oro    | Argento             | Argento | Bronzo              | Bronzo |
| --------- | ------------------- | ------ | ------------------- | ------- | ------------------- | ------ |
| Strappo   | Thiago Silva        | 121 kg | Yang Yang           | 120 kg  | Natthawat Chomchuen | 120 kg |
| Slancio   | Pang Un-chol        | 154 kg | Natthawat Chomchuen | 153 kg  | Thiago Silva        | 148 kg |
| Totale    | Natthawat Chomchuen | 273 kg | Thiago Silva        | 269 kg  | Fernando Agad       | 263 kg |

## Record
Prima di questa competizione, i record mondiali esistenti erano i seguenti:
| Record mondiale | Strappo | Mondiale standard | 135 kg | —                   | 1º novembre 2018  |
| Record mondiale | Slancio | Om Yun-chol       | 166 kg | Pattaya, Thailandia | 18 settembre 2019 |
| Record mondiale | Totale  | Om Yun-chol       | 294 kg | Pattaya, Thailandia | 18 settembre 2019 |

## Risultati
| Pos. | Atleta                            | Gr. | Peso atleta | Strappo (kg) | Strappo (kg) | Strappo (kg) | Strappo (kg) | Slancio (kg) | Slancio (kg) | Slancio (kg) | Slancio (kg) | Totale |
| Pos. | Atleta                            | Gr. | Peso atleta | 1            | 2            | 3            | Pos.         | 1            | 2            | 3            | Pos.         | Totale |
| ---- | --------------------------------- | --- | ----------- | ------------ | ------------ | ------------ | ------------ | ------------ | ------------ | ------------ | ------------ | ------ |
|      | Natthawat Chomchuen (THA)         | A   | 54.98       | 117          | 120          | 120          |              | 147          | 150          | 153          |              | 273    |
|      | Thiago Silva (BRA)                | A   | 55.00       | 114          | 118          | 121          |              | 142          | 145          | 148          |              | 269    |
|      | Fernando Agad (PHI)               | A   | 55.00       | 113          | 116          | 119          | 6            | 143          | 147          | 149          | 4            | 263    |
| 4    | Mansour Al-Saleem (KSA)           | A   | 54.68       | 114          | 119          | 119          | 4            | 139          | 143          | 146          | 6            | 262    |
| 5    | Yang Yang (CHN)                   | A   | 55.00       | 120          | 120          | 122          |              | 140          | 140          | 144          | 7            | 260    |
| 6    | Angel Rusev (BUL)                 | A   | 55.00       | 110          | 110          | 113          | 7            | 135          | 141          | 144          | 5            | 254    |
| 7    | Džan Zarkov (BUL)                 | A   | 54.94       | 95           | 100          | 104          | 9            | 130          | 137          | 140          | 8            | 244    |
| 8    | José Poox (MEX)                   | A   | 54.86       | 100          | 105          | 107          | 8            | 130          | 135          | 138          | 9            | 243    |
| 9    | Juan Barco (MEX)                  | A   | 54.82       | 99           | 99           | 99           | 11           | 123          | 129          | —            | 10           | 222    |
| 10   | Abdullah Basel (YEM)              | A   | 53.14       | 85           | 87           | 89           | 12           | 105          | 105          | 105          | 11           | 194    |
| —    | Ngô Sơn Đỉnh (VIE)                | A   | 55.00       | 118          | 120          | 121          | 5            | —            | —            | —            | —            | —      |
| —    | Rahimi Bin Sulaiman Mohamad (MAS) | A   | 55.00       | 101          | 106          | 108          | 10           | 127          | 130          | 130          | —            | —      |
| —    | Pang Un-chol (PRK)                | A   | 55.00       | 117          | 117          | 117          | —            | 150          | 154          | 154          |              | —      |
| —    | Lại Gia Thành (VIE)               | A   | 55.00       | 117          | 119          | 119          | —            | 144          | 146          | 146          | —            | —      |